# Diecezja pińsko-poleska
Diecezja pińsko-poleska – działająca w latach 1922–1939 diecezja Polskiego Autokefalicznego Kościoła Prawosławnego.
Diecezja była drugą (po warszawsko-chełmskiej) co do zajmowanej powierzchni, obejmowała 42 280 kilometrów kwadratowych. Obejmowała województwo poleskie i według danych z 1922 dzieliła się na 26 dekanatów, na terenie których działało 228 parafii i 98 placówek filialnych obsługiwanych przez 336 kapłanów. Według szacunków władz cerkiewnych na terenie diecezji zamieszkiwało 917 862 wiernych prawosławnych. Diecezji podlegał monaster św. Mikołaja w Mielcach, włączony pod jej jurysdykcję w 1927 z diecezji wołyńskiej.

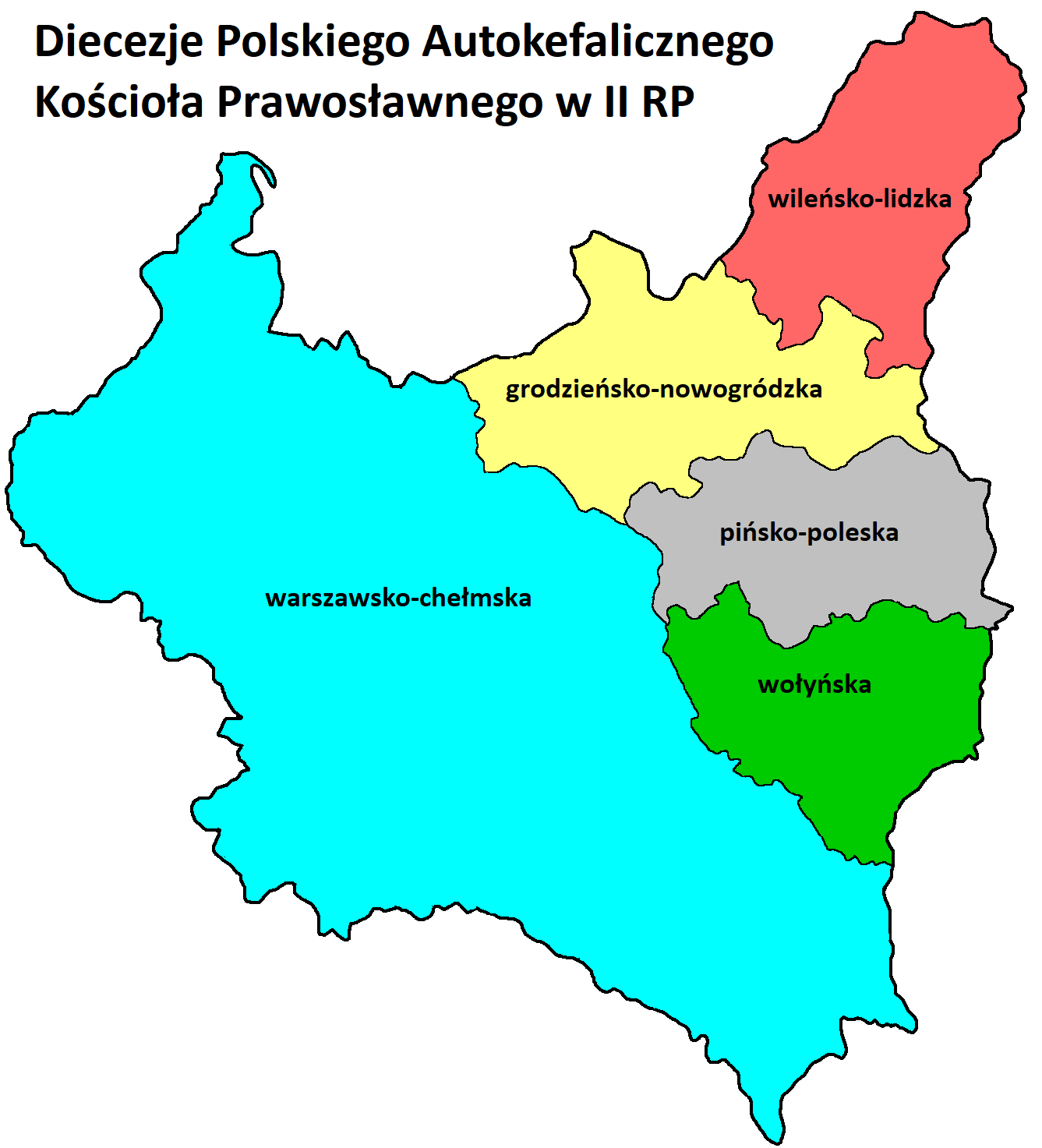
Diecezje PAKP w II RP

Diecezja pińsko-poleska przestała istnieć w dotychczasowym kształcie po wybuchu II wojny światowej, gdy została włączona do Rosyjskiego Kościoła Prawosławnego.